# Murugarren
Murugarren es una localidad española del municipio de Valle de Yerri, en Navarra. Se sitúa al sur del municipio, cerca del monte de San Millán. Contaba con 66 habitantes en 2022.
Villa de origen medieval; Murugurren era una de las cendeas en las que se dividía el Valle de Yerri durante el siglo XVIII.

## Toponimia
Seguramente Murugarren significa en vasco ‘Muru de abajo’. El vasco muru viene del latín y significa ‘muro’, o sea, pequeña construcción; la segunda parte del compuesto sería originalmente -barren ‘de abajo’, pero la -b- se debió perder, y luego se creó una -g-: Murubarren > Muruarren > Murugarren.
En documentos antiguos aparece como: Murugarren (1257, 1268, 1280, 1350, 1366, 1591, NEN); Murugarren de Deyerri (1345, NEN).

## Población
| 2000 | 2001 | 2002 | 2003 | 2004 | 2005 | 2006 | 2020 | 2022 |
| ---- | ---- | ---- | ---- | ---- | ---- | ---- | ---- | ---- |
| 84   | 82   | 90   | 91   | 90   | 90   | 89   | 71   | 66   |

## Historia
En 1802 su cosecha se estimaba en 2000 robos de cereal y 1000 cántaros de vino, además del cultivo de lino, cáñamo y legumbres. Entonces su población era de 83 habitantes.